# Museo del Sello Nacional de la RPDC
El Museo del Sello Nacional de la RPDC (en coreano: 조선우표박물관) es un museo postal localizado en el distrito de Chung-guyok de la ciudad de Pionyang, Corea del Norte.

## Historia
El Museo del Sello Nacional abrió el 9 de abril del 2012 como parte de la celebración del centenario del nacimiento de Kim Il-sung. El museo anteriormente era una sala de exposiciones de la Empresa de Sellos de Corea. El museo cerró para realizar renovaciones en 2018 como parte de un proyecto de expansión y reabrió el 11 de febrero de 2019.

## Descripción
El museo se ubica entre el Hotel Koryo y la estación de Pyongyang, ocupa un edificio de tres pisos, el primer piso alberga los premios de las exhibiciones filatélicas, el segundo una tienda de souvenirs, y el tercer piso contiene una sala de exhibiciones. El exterior del museo después de su renovación fue construido para asemejarse a un sello postal y tiene una estatua de bronce de una paloma sosteniendo una carta mientras vuela por encima de la Tierra, localizada fuera del edificio. El propósito del museo es mayoritariamente atraer filatelistas internacionales a pesar de las limitaciones por las sanciones internacionales.

## Colección
El Museo de Sello de Corea alberga alrededor de 6,000 sellos, sobres, y postales. En esta colección, el museo contiene reliquias de las eras antiguas y los artefactos del sistema postal establecido al final de la dinastía Joseon, así como de los artefactos desde el establecimiento del Servicio Postal de Corea del Norte, entre los que se incluyen los primeros sellos creados por este servicio. El museo también alberga un álbum de sellos recolectados por Kim Jong-il. Los sellos destacan acontecimientos en la historia del país, además de su flora y fauna, y acontecimientos mundiales como el lanzamiento del satélite Sputnik, el nacimiento del Príncipe William, y la cumbre de Singapur de 2018.

## En la cultura popular
El museo apareció en el noveno episodio de "The Amazing Race Vietnam 2019" como el lugar de una misión donde los equipos participantes tuvieron que buscar un sello conmemorativo de la visita de Kim Jong-un a Vietnam en 2019.